# 양가
양가(陽嘉)는 중국 후한(後漢) 순제(順帝)의 두 번째 연호이다. 132년 3월에서 136년 1월까지 3년 10개월 동안 사용하였다.

## 개원
영건(永建) 7년 3월 13일(132년 4월 16일)에 연호를 양가(陽嘉)로 개원함.

## 연대대조표
| 양가                | 원년       | 2년        | 3년        | 4년        | 5년        |
| 서력                | 132년      | 133년      | 134년      | 135년      | 136년      |
| 육십간지 (六十干支) | 임신(壬申) | 계유(癸酉) | 갑술(甲戌) | 을해(乙亥) | 병자(丙子) |

## 같이 보기
- 중국의 연호